# لولول (شیلی)
لولول (به اسپانیایی: Lolol) یک شهرستان‌ در شیلی است که در استان کولچاگوا واقع شده‌است. لولول ۵۹۶٫۹ کیلومترمربع مساحت و ۶٬۶۳۰ نفر جمعیت دارد و ۹۲ متر بالاتر از سطح دریا واقع شده.